# Bundesstraße 79
Die Bundesstraße 79 (Abkürzung: B 79) in Deutschland führt von der Anschlussstelle Wolfenbüttel-Nord an der A 36 im Süden von Braunschweig über Wolfenbüttel und Halberstadt nach Quedlinburg.

## Geschichte
Die heutige Bundesstraße 79 wurde im Herzogtum Braunschweig als Leipziger Straße bezeichnet und zwischen 1786 und 1794 zur befestigten Kunststraße ausgebaut. Auf preußischer Seite wurde die Straßenverbindung von Braunschweig und Wolfenbüttel über Halberstadt und Magdeburg bis Berlin als preußische Staatschaussee Nr. 84 bezeichnet. Die wesentlich kürzere Straßenverbindung über Helmstedt, die heutige B 1, wurde hingegen erst 1841–1844 erbaut. Der südlichste Streckenabschnitt zwischen Halberstadt und Quedlinburg wurde erst 1842–1844 von einer Aktiengesellschaft, der Halberstadt-Quedlinburger Chausseebaugesellschaft, erbaut.
Im Jahre 1932 wurde die Fernverkehrsstraße 79 (FVS 79), ab 1934 in Reichsstraße 79 (R 79) umbenannt, zwischen Halberstadt und Wolfenbüttel eingerichtet, wo sie in die Fernverkehrsstraße 4 mündete. Um 1937 wurde diese nunmehrige Reichsstraße 79 bis Quedlinburg verlängert, nachdem die Reichsstraße 6 über Blankenburg statt über Halberstadt geführt worden war.
Die Straße wurde nach dem Zweiten Weltkrieg durch die Deutsche Teilung auf dem historischen Hessendamm unterbrochen. Erst im Zusammenhang mit der Öffnung der DDR-Grenze am 9. November 1989 (Maueröffnung) wurde die Straße am 12. November ab 7.58 Uhr wieder passierbar. Bis zum 30. Juni 1990 wurde ein Grenzübergang betrieben.
An die Teilung und den genauen Zeitpunkt der wieder durchgängigen Befahrbarkeit erinnern auf niedersächsischer Seite eine Freiluftausstellung und direkt an der heutigen Landesgrenze zwischen Sachsen-Anhalt und Niedersachsen eine Gedenktafel, die zum 20. Jahrestag der Grenzöffnung als Teil des bundesweiten Geschichtsprojektes „Brocken-Erklärung“ der Verkehrsministerkonferenz errichtet wurde.

## Planungen
Der aktuelle Bundesverkehrswegeplan 2030 sieht den Bau einer östlichen Ortsumgehung Wolfenbüttels vor. Diese soll an der Anschlussstelle Wolfenbüttel-Nord an der A 36 beginnen und dann östlich auf der Trasse einer bereits bestehenden Kreisstraße Richtung Salzdahlum führen. Vor Salzdahlum soll die Ortsumgehung auf einer neuen Trasse in südlicher Richtung, vorbei an Atzum, Ahlum und Wendessen verlaufen. Zwischen Wendessen und Groß Denkte soll die Straße in die bestehende Trasse der B 79 münden.